# Calanthe alpina
Calanthe alpina är en orkidéart som beskrevs av Joseph Dalton Hooker och John Lindley. Calanthe alpina ingår i släktet Calanthe och familjen orkidéer. Inga underarter finns listade i Catalogue of Life.